# Huertas Familiares San Pedro
Huertas Familiares San Pedro är en ort i Mexiko.   Den ligger i kommunen Lagos de Moreno och delstaten Jalisco, i den centrala delen av landet, 400 km nordväst om huvudstaden Mexico City. Huertas Familiares San Pedro ligger 1 868 meter över havet och antalet invånare är 273.
Terrängen runt Huertas Familiares San Pedro är huvudsakligen platt, men söderut är den kuperad. Runt Huertas Familiares San Pedro är det ganska glesbefolkat, med 48 invånare per kvadratkilometer. Närmaste större samhälle är Lagos de Moreno, 5,0 km nordost om Huertas Familiares San Pedro. I omgivningarna runt Huertas Familiares San Pedro växer huvudsakligen savannskog.